# Rodolfo, Príncipe Herdeiro da Áustria
Rodolfo, Príncipe Herdeiro da Áustria (Rudolf Franz Karl Joseph von Österreich; Viena, 21 de agosto de 1858 – Mayerling, 30 de janeiro de 1889) foi o filho e herdeiro do imperador Francisco José I da Áustria e da imperatriz Isabel da Áustria.

## Primeiros anos

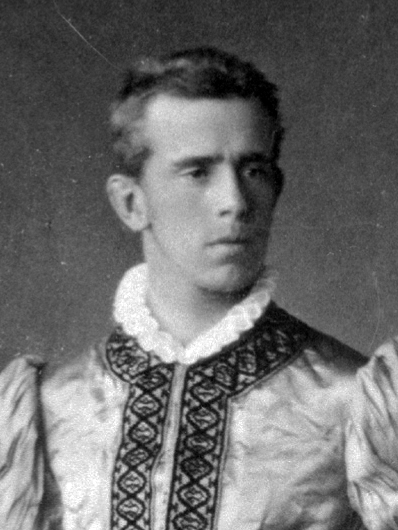
Rodolfo em 1879

O arquiduque Rodolfo nasceu no dia 21 de agosto de 1858 no Castelo de Laxemburgo, em Mödling, perto de Viena, filho do imperador Francisco José I e da imperatriz Isabel da Áustria. Ele Influenciado pelo seu tutor Ferdinand von Hochstetter (que mais tarde se tornaria o primeiro diretor do Museu Imperial de História Natural), Rudolfo interessava-se muito pelas ciências naturais, começando uma coleção de minerais ainda em criança. Após a sua morte esta coleção ficou na posse da Universidade de Agricultura de Viena.
Rodolfo foi educado ao lado da sua irmã mais velha, Gisela, pela sua avó paterna, a arquiduquesa Sofia da Baviera. A filha mais velha dos seus pais, Sofia, morreu aos dois anos de idade antes de Rodolfo nascer enquanto que a sua irmã mais nova, Maria Valéria, nasceu dez anos depois dele. Assim, Gisela e Rodolfo cresceram juntos e eram muito chegados. Quando Rodolfo completou seis anos de idade, os dois foram separados, uma vez que ele começou a sua educação para se tornar no futuro Imperador. Isto não afetou a relação dos dois e Gisela continuou muito chegada a ele até deixar Viena devido ao seu casamento com o Príncipe Leopoldo da Baviera. A despedida entre os dois irmãos foi muito emocional.

## Casamento

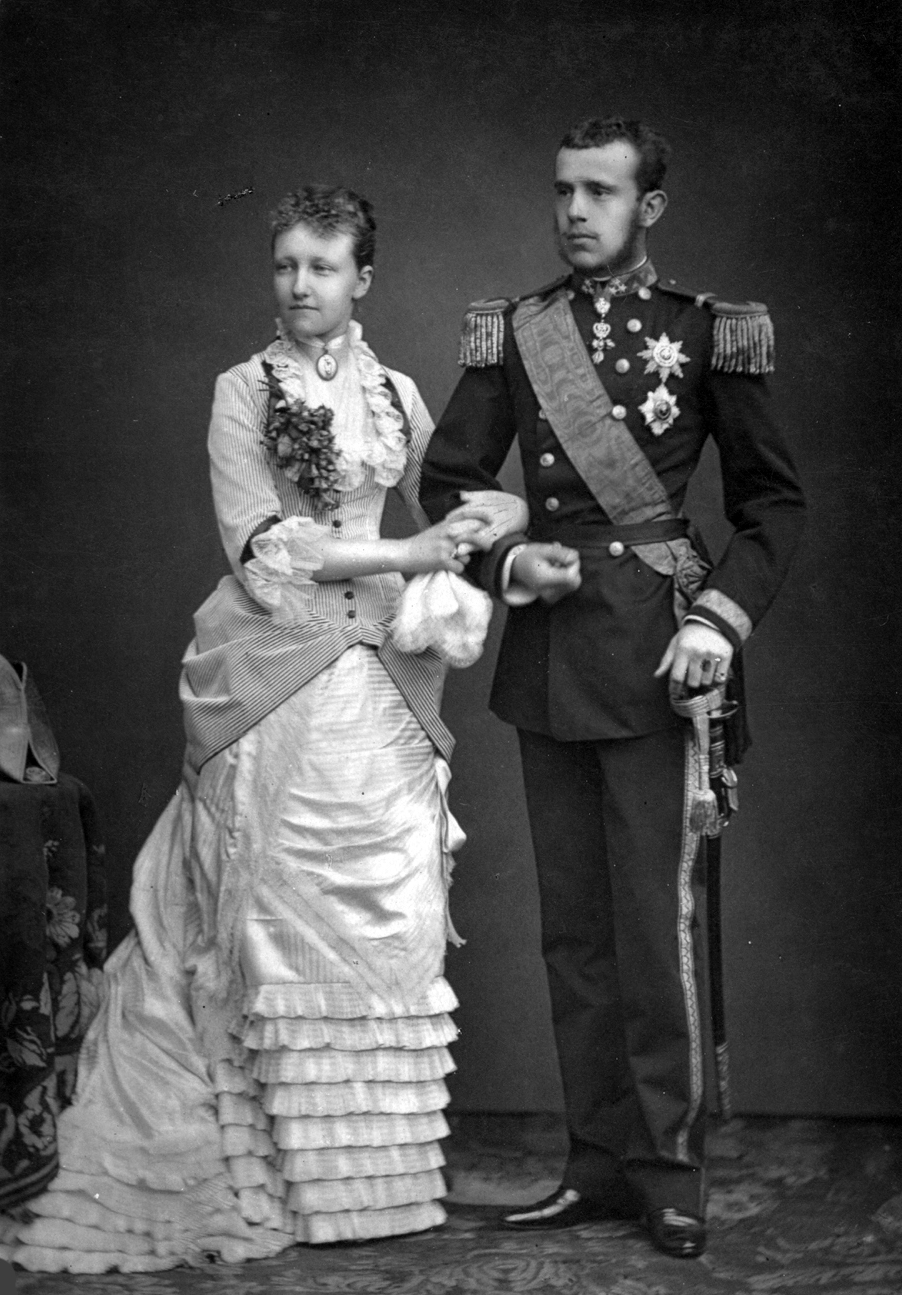
Rodolfo e sua esposa à época do noivado

Rodolfo recebeu uma educação destinada a convertê-lo em digno sucessor de seu pai e continuador do seu regime político, mas o príncipe-herdeiro tinha o temperamento artístico da sua mãe. Foi um reconhecido mulherengo e, na política, simpatizava com as ideias liberais e os movimentos nacionalistas húngaros.
O seu casamento de conveniência em 1881, com Estefânia da Bélgica, filha do rei Leopoldo II da Bélgica, foi uma farsa desde o início, pois Rodolfo jamais renunciou às suas aventuras amorosas. Eles tiveram apenas uma filha, Isabel Maria da Áustria, que ficou conhecida na história como a "arquiduquesa vermelha".
Em 1888, conheceu Mary Vetsera, uma bela e aristocrata de origem húngara.

## Morte
Em 30 de janeiro de 1889, Rodolfo foi encontrado morto em seu quarto do pavilhão de caça de Mayerling, no que ficou conhecido como incidente de Mayerling. Junto a ele, estava a pistola que supostamente teria usado para disparar sobre si e, sobre a cama, o corpo também sem vida da sua amante, Mary Vetsera, de dezessete anos, com uma bala na cabeça. Tudo apontava para um caso de pacto de suicídio, mas ninguém podia acreditar que Rodolfo, de trinta anos, tivesse tirado a sua própria vida voluntariamente. Rodolfo foi sepultado em 5 de fevereiro de 1889 na Cripta Imperial em Viena . 
Além disso, as torpes tentativas do governo austríaco para ocultar os pormenores do acontecimento e a presença de alguns estranhos em Mayerling induziam a pensar que poderia tratar-se de um assassinato. Houve mesmo rumores de que o cadáver do arquiduque tinha cortes feitos por sabre e que lhe faltava uma mão, que havia sido cortada pelos seus supostos assassinos e que, para ocultá-lo, lhe teriam posto luvas com recheio a fingir de mão.

### Teorias

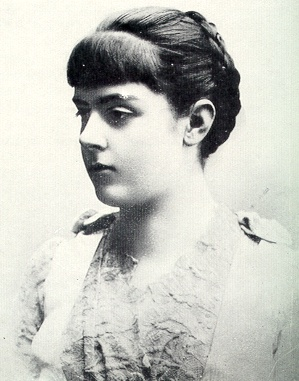
A baronesa Mary Vetsera

A partir daí, formularam-se todos os tipos de teorias sobre a sua morte:
- Que se suicidou com a sua amante porque a sua conspiração política contra o pai tinha fracassado;
- Que se suicidou "por amor" já que não podia divorciar-se da sua esposa, que detestava e que não podia dar-lhe filhos varões, e casar-se com a sua amante húngara. Tinha chegado a pedir ao papa que anulasse o seu matrimónio para casar-se com a baronesa Vetsera, o que evidentemente lhe foi negado;
- Que não se suicidou, mas que foi assassinado pelo próprio serviço secreto austríaco, já que as suas ideias tinham colocado em perigo o Império em caso de suceder a seu pai, ou porque já tinha conspirado com os nacionalistas húngaros, ou porque poderia proclamar-se rei de uma Hungria independente. Tal teoria acusa Francisco José I de mandar assassinar o filho;
- A imperatriz da Áustria, Zita de Bourbon-Parma, disse antes de morrer que Rodolfo tinha sido vítima de um golpe organizado pelos serviços secretos franceses, obrigados a silenciá-lo após o herdeiro arrepender-se de ter chegado a um acordo com eles para trair o seu pai e ocupar o trono com o fim de isolar a Alemanha;
- Outras versões sustentam que se trata de um simples caso de amor e ciúme, um crime organizado pela mulher de Rodolfo depois da sua decisão de repudiá-la para casar-se com Vetsera.